# 장애인 인권
장애 인권(障礙人權)은 장애인이 비장애인과 동등한 대우를 받기 위한, 인권의 확장된 개념이다. 장애인도 인간의 존엄성을 지니고 있으므로 기본적인 권리를 주장하고 대우 받을 수 있어야 한다. 하지만 건강권, 거주이주권, 접근권, 및 생활권, 노동권, 교육권, 이동권 및 보행권, 보육권, 문화향유권, 선거권 등 기본적인 권리들이 제대로 대우 받지 못하고 있는 것이 현실이다. 장애인의 인권을 증진하기 위한 사회 운동을 장애인 운동, 장애인 인권 운동이라고 한다.

## 장애인 인권 헌장
장애인 인권 헌장은 장애를 이유로 사회의 여러분야에서 차별 받는 대우에 대해 비장애인과 동등한 대우를 요청하는 선언문이다. 장애인 인권 헌장에는 장애인들의 권리를 존중해 주어야 한다는 내용들이 상세하게 나와 있다. 총 13장으로 구성되어 있으며 국가와 사회가 완전한 사회 참여와 평등을 이루어 더불어 살아가는 사회를 만들기 위한 여건과 환경을 조성해 주도록 요구하고 있다. 장애인 인권 헌장의 1장은 장애인은 생활의 모든 영역에서 차별을 받아선 안 된다는 것을 나타내고 있다. 2장은 인간다운 삶에 대한 권리, 3장은 시민권과 정치적 권리, 4장은 장애인의 자유로운 이동과 시설 이용의 편의 및 의사 표현 서비스 제공의 권리, 5장은 교육을 받을 권리, 6장은 노동의 권리, 7장은 문화, 예술, 체육 및 여가 활동에 참여할 권리, 8장은 가족과 함께 생활할 권리, 9장은 분리, 학대 및 멸시 받지 않을 권리, 10장은 자신의 인격과 재산의 보호를 위하여 필요한 법률상의 도움을 받을 권리, 11장은 여성 장애인은 임신, 출산, 육아 및 가사 등에 대한 보호와 지원을 받을 권리, 12장은 혼자 힘으로 의사 결정을 하기 힘든 장애인과 그 가족은 인간다운 삶을 영위하기 위하여 필요한 지원을 받을 권리, 13장은 장애인의 특수한 욕구에 대한 국가 차원의 지원, 장애인과 가족은 복지 증진을 위한 정책 결정에 참여할 수 있는 권리를 나타내고 있다. 유엔 총회에서 채택된 장애인 인권 선언을 바탕으로 한국의 특수성을 고려하여 한국 장애인 인권 헌장을 선포하기도 하였다. 한국 장애인 인권 헌장은 총14장으로 구성되어 있다.

## 장애인 인권 문제
인권에 대한 생각 곧 인권감수성을 사람들이 갖게 되면서부터 차츰 나아지고 있으나, 아직 교육, 고용, 의료, 보험, 결혼 등 사회 거의 전부문에서 비장애인과 동등한 대우를 받지 못하는 형편이다. 2005년 한국보건사회연구원에서 조사한 "2007년 장애인 실태 조사"는 장애인들이 학교, 사회 생활에서 일상적으로 차별 당하는 현실을 보여준다. 장애인들의 인권을 보호하려는 노력은 복지 제도, 기술적 요구의 개선-충족만 아니라 장애인 인권 영화제, 한국 장애인 인권상 제정 등으로 일반의 인식을 바꾸는 부문에까지 함께 진행되고 있다.

### 장애인의 고용에서의 차별과 소외
장애인들이 사회에서 받는 차별과 소외의 대표적인 예가 고용에서의 차별이다. 이를 극복하기 위하여 독일·영국·일본·대한민국 등은 장애인 고용 의무 규정을 둔다. 대한민국의 경우, 장애인 고용에 대하여 장애인고용촉진 및 직업재활법으로 공공분야는 3.6%를, 민간분야는 3.1%를 고용하도록 되어 있고, 2023년 기준 평균 3.17% 정도의 고용률을 보임을 확인했지만,기업들은 장애인 고용 의무를 대신하는 장애인고용부담금을 내는 것으로 장애인 고용의무를 이행하지 않는다. 2023년 기준으로 장애인 고용 의무를 이행하지 않은 것으로 대한민국 정부에 의해 판정된 곳은 공공기관 20개소, 민간기업 428개소로 확인되었다.
그 외에도 장애인 고용 의무 규정 강화로 인한 장애인 고용 통계 조작을 벌이는 사례가 2018년 일본에서 벌어진 적이 있으며, 반대로 독일 등 장애인에 대한 평등하고 합리적인 고용 지원 정책을 수립하는 국가도 존재하기도 한다.

### 종교계에서의 장애인 인권문제
기독교에서 성직자 김흥덕 목사는 성례전에 참여하는 일에 어려움을 겪기도 하고, 자폐성 장애인은 소통에서 어려움을 겪기 때문에 세례를 받지 못하거나 몸이 부자연스러운 뇌성마비 장애인이 성만찬에 참여하지 못하는 일이 있다고 언급했다.천주교에서도 “우리 교회 안에도 장애인에 대한 차별이 여전히 존재하고 있다.”고 지적하고 “일부 본당에만 장애인을 위한 엘리베이터나 화장실이 갖추어져 있으며, 장애아를 둔 부모님들은 장애아부 주일학교가 있는 본당을 일부러 찾아가지 않는 한 미사 참례가 어려운 실정”이라고 밝혔다.

## 같이 보기
- 한국 장애인 인권상
- 장애인 인권 영화제

## 참고 문헌
- 《장애인복지론》(제2판) 저자 권선진 (2007) 발행처 청목출판사
- 《장애인복지의 이론과 실제》 저자 이선우 (2009) 발행처 집문당
- 《장애인복지》 저자 전용호 (2003) 발행처 학문사
- 《장애인인권지침서》 저자 한국장애인단체총연맹 (2000) 발행처 한국장애인단체총연맹